# 乔治·C·赫林
乔治·C·赫林（1936年5月22日—2022年11月30日）是一位美国历史学家，1965至1969年在俄亥俄大学任教，1969年进入肯塔基大学，任教超过30年，至2005年退休，1997年获古根海姆奖，主要作品有入选牛津美国史的《从殖民地到超级大国：美国外交史》（From Colony to Superpower: U.S. Foreign Relations Since 1776）等。